# Rigodium implexum
Rigodium implexum är en bladmossart som beskrevs av Gustav Kunze och Schwaegrichen 1845. Rigodium implexum ingår i släktet Rigodium och familjen Lembophyllaceae. Inga underarter finns listade i Catalogue of Life.